# März (Film)
März ist ein österreichischer Spielfilm aus dem Jahr 2008. Drehbuch und Regie zu diesem Filmdrama stammen vom österreichischen Schriftsteller Händl Klaus, der den Film gemeinsam mit coop99 auch produzierte.

## Handlung
Der Film beginnt mit dem abschiedslosen Selbstmord von drei befreundeten jungen Männern in einem Dorf in Tirol. Drei Monate später zeichnet der Film die Art und Weise nach, wie die Angehörigen ihre Trauer bewältigen.
Als eine Abordnung der örtlichen Blasmusik zum Geburtstag einer trauernden Mutter aufspielt, steht diese mit ihrem Mann und mit ihrer Mutter lächelnd vor dem Haus. Das Leben geht weiter. Aber damit auch die Gefühle von Schuld, Ohnmacht und Fragen ohne Antworten. Wenn es sprachlich herausrutscht, ein Vorwurf: Mich hat er mitumgebracht.

## Hintergrund
Die Geschichte basiert auf einer wahren Begebenheit – ein Dreifach-„Selbstmord“, der sich etwa 15 Jahre zuvor in Südtirol ereignet hat. In der Realität waren diese jedoch Arbeiter – im Film wurden sie zu Studenten. Händl Klaus erlebte die Tragödie indirekt über einen Freund aus jenem Dorf mit, der die Jugendlichen aus seiner Schulzeit kannte.
Der Film erhielt Herstellungsförderung von BMUKK, Filmfonds Wien, Land Tirol, Cinetirol, Stadt Innsbruck und Tourismusverband Axams. Der Verleih des Films erfolgt durch den Stadtkino-Filmverleih.

## Auszeichnungen
- 2008 Internationales Filmfestival von Locarno Silberner Leopard für das beste Erstlingswerk
- 2008 Sarajevo Film Festival Spezialpreis der Jury
- 2008 Berner Filmpreis
- Fünf Seen Filmpreis des Fünf Seen Filmfestival 2009